# Sigüés
Sigüés est une commune d'Espagne dans la communauté autonome d'Aragon, province de Saragosse. Elle regroupe les villages de Sigüés, Asso-Veral, Escó et Tiermas. 
Sur son territoire se trouve en partie la grande retenue d'eau l'Embalse de Yesa dont l'agrandissement prévu entrainera la création d'un lac au pied du village. 
LA commune est traversée par trois routes des Chemins de Saint-Jacques-de-Compostelle : Camino francés et chemins du nord de l'Espagne : deux passants de chaque côté du Rio Aragon et un troisième qui descend de la Vallée de Roncal depuis la France.

## Géographie
Le territoire de la commune se situe dans le massif montagneux des Pyrénées :
| \| Sigüés \| Géolocalisation sur la carte des Pyrénées |
| Sigüés                                                 |

Administrativement la localité se trouve au nord de l'Aragon dans la comarque de Jacetania.

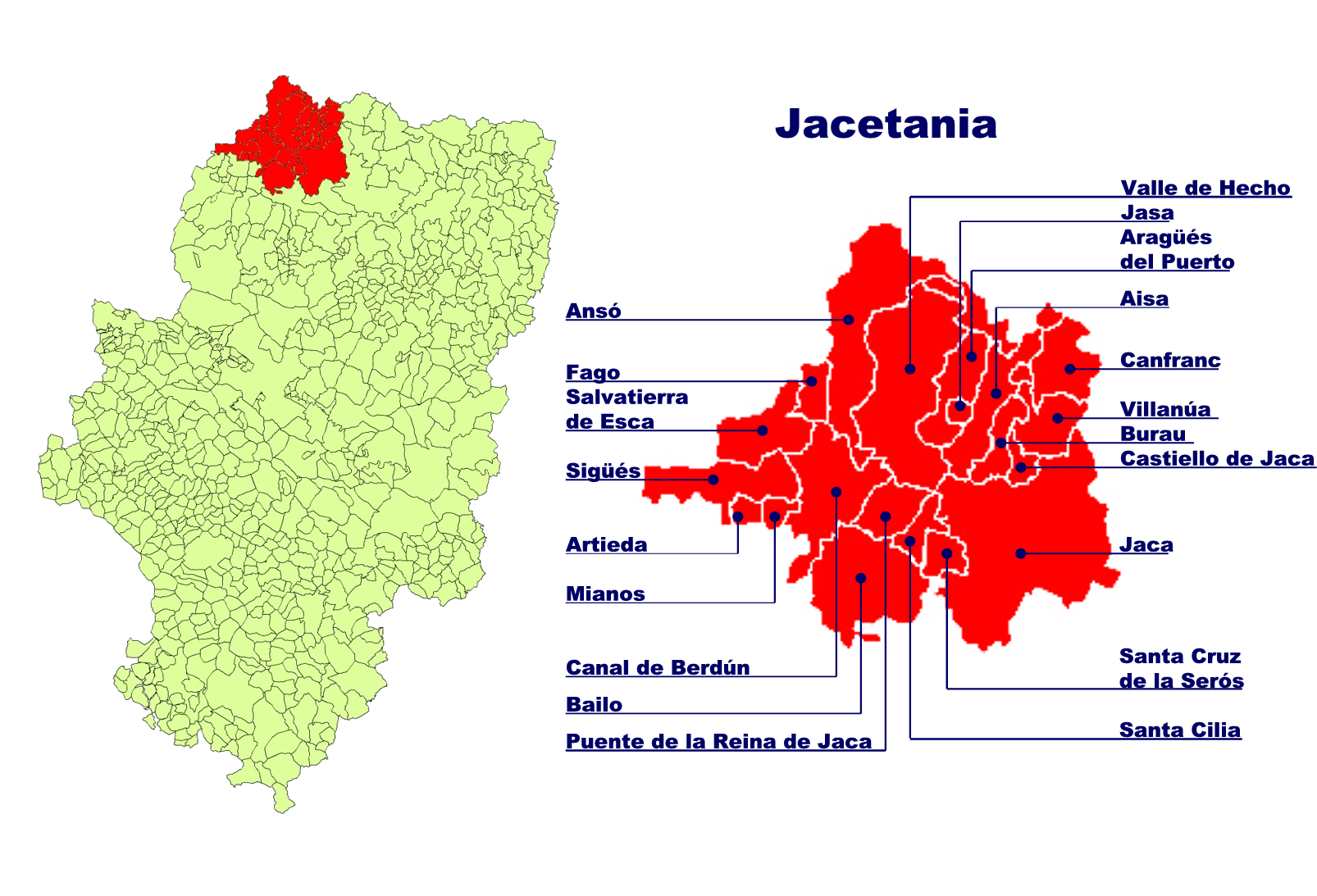
Territoire des communes en la comarque de la Jacetania (zone rouge, reste de l'Aragon en vert clair)

Localités limitrophes : Yesa à l'ouest, Salvatierra de Esca au nord, Artieda au sud.

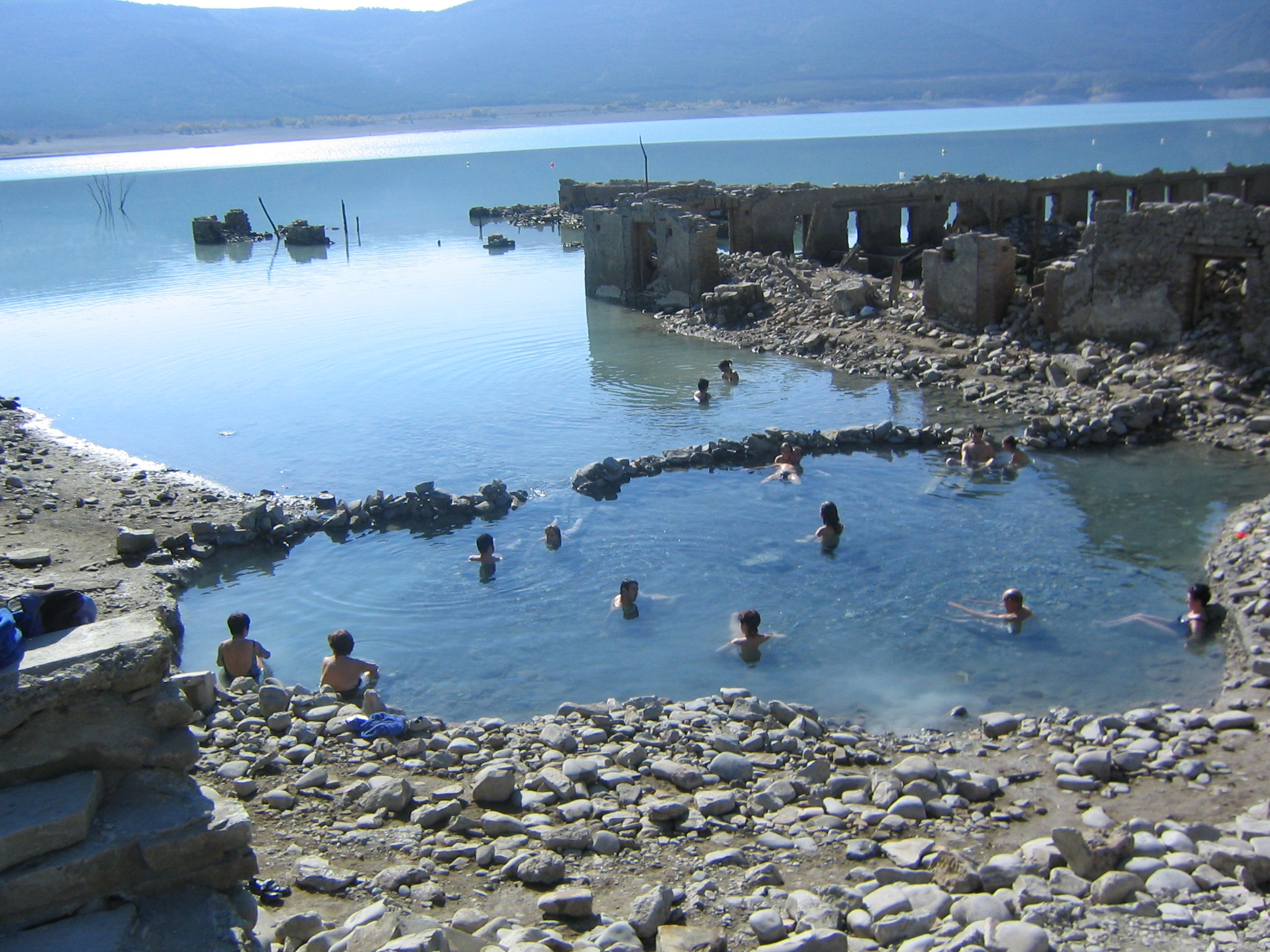
Embalse de Yesa et anciens thermes à Tiermas

Sur le territoire de la commune se trouve le lac artificiel ou Embalse de Yesa. Une ancienne station balnéaire était d'ailleurs installée au lieu-dit de Tiermas.

## Administration
| Période | Période | Identité                | Étiquette | Qualité |
| ------- | ------- | ----------------------- | --------- | ------- |
| 1979    | 1983    |                         |           |         |
| 1983    | 1987    |                         |           |         |
| 1987    | 1991    |                         |           |         |
| 1991    | 1995    |                         |           |         |
| 1995    | 1999    |                         |           |         |
| 1999    | 2003    |                         |           |         |
| 2003    | 2007    |                         |           |         |
| 2007    | 2011    | Daniel Salinas Samitier | PAR       |         |

## Démographie
| Évolution démographique | Évolution démographique | Évolution démographique | Évolution démographique | Évolution démographique | Évolution démographique | Évolution démographique | Évolution démographique | Évolution démographique | Évolution démographique | Évolution démographique | Évolution démographique | Évolution démographique | Évolution démographique | Évolution démographique | Évolution démographique | Évolution démographique | Évolution démographique |
| 1842                    | 1857                    | 1860                    | 1877                    | 1887                    | 1897                    | 1900                    | 1910                    | 1920                    | 1930                    | 1940                    | 1950                    | 1960                    | 1970                    | 1981                    | 1991                    | 2001                    | 2007                    |
| ----------------------- | ----------------------- | ----------------------- | ----------------------- | ----------------------- | ----------------------- | ----------------------- | ----------------------- | ----------------------- | ----------------------- | ----------------------- | ----------------------- | ----------------------- | ----------------------- | ----------------------- | ----------------------- | ----------------------- | ----------------------- |
| 338                     | ..                      | ..                      | 647                     | 618                     | 611                     | 662                     | 620                     | 696                     | 713                     | 712                     | 611                     | 499                     | 380                     | 254                     | 196                     | 176                     | 135                     |